# Hôtel de Bassompierre
Pour les articles homonymes, voir Bassompierre.
L'hôtel de Bassompierre est un hôtel particulier situé sur la place des Vosges à Paris, en France.

## Localisation
L'ancien hôtel du Cardinal de Richelieu, ou hôtel de Bassompierre, est situé dans le 3e arrondissement de Paris, au  23 de la place des Vosges. Il se trouve sur le côté nord de la place, entre les hôtels du Cardinal de Richelieu et de l'Escalopier.

## Historique

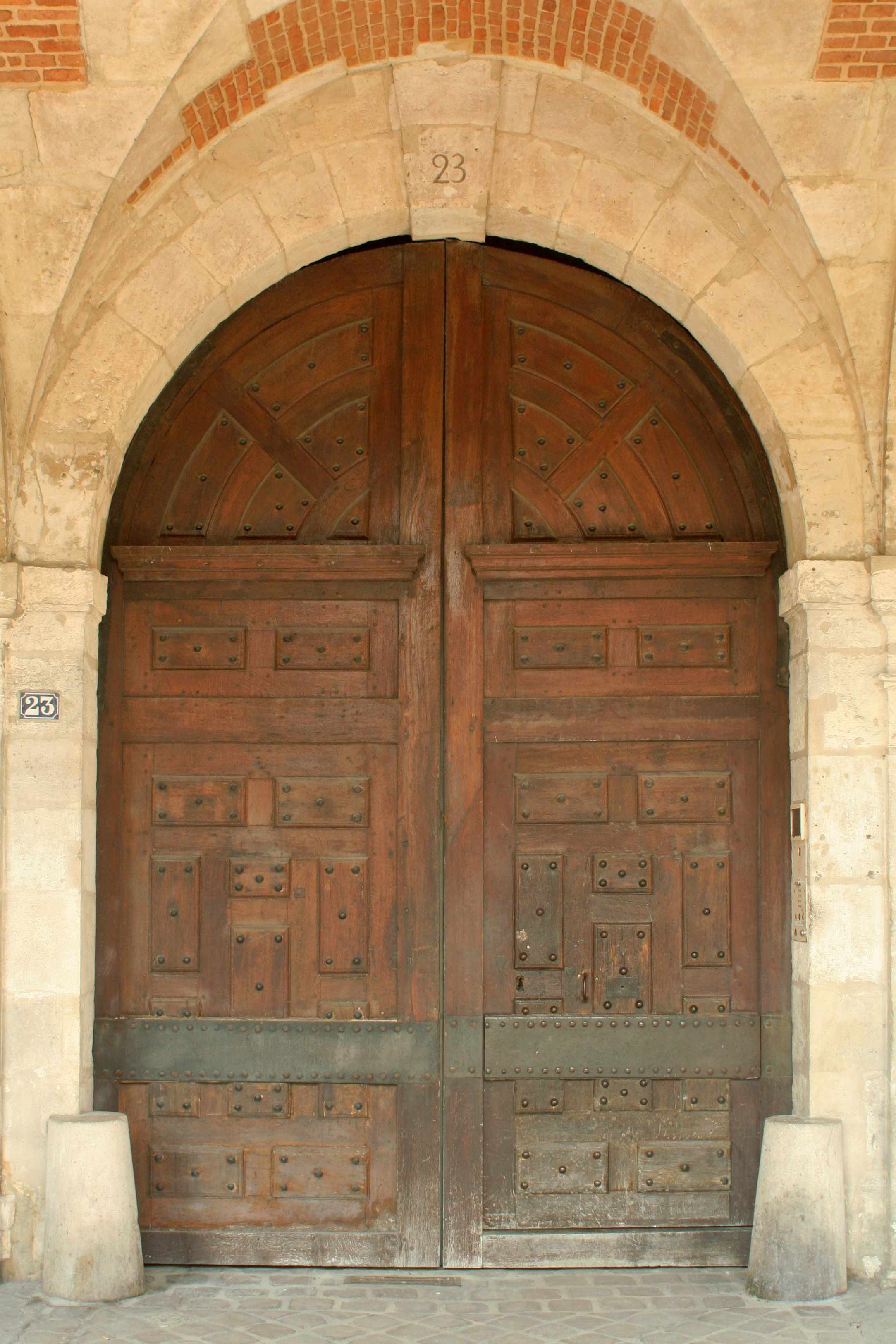
Vantaux à panneaux de la porte de l'hôtel de Bassompierre sur la place des Vosges.

L'hôtel est vendu en 1655 par Louis de Bassompierre. L'hôtel est rattaché en 1734 à l'hôtel du Cardinal de Richelieu (21, place des Vosges).
Les façades et toitures sur la place sont classées au titre des monuments historiques en 1920 ; le plafond décoré de l'appartement de Mme Dufresnoy est inscrit en 1953, tandis que la galerie voûtée, le passage, les portes et l'escalier le sont en 1955.